# Janowice (powiat wielicki)
Janowice (niem. Horn) – wieś w Polsce położona w województwie małopolskim, w powiecie wielickim, w gminie Wieliczka.
W latach 1975–1998 miejscowość administracyjnie należała do województwa krakowskiego.
Janowice są wsią o rozproszonej zabudowie. Wieś położona jest na Pogórzu Wielickim, 20 kilometrów na południowy wschód od centrum Krakowa, 6 kilometrów na południowy zachód od Wieliczki. W Janowicach znajdują się kościół wraz z cmentarzem parafialnym, szkoła podstawowa, sklepy spożywczo-przemysłowe i zakłady usługowe oraz pozostałości po zabudowaniach dworu szlacheckiego.
| SIMC    | Nazwa    | Rodzaj    |
| ------- | -------- | --------- |
| 0340799 | Panciawa | część wsi |
| 0340807 | Snoza    | część wsi |
| 0340813 | W Górze  | część wsi |

## Parafia
Parafia rzymskokatolicka Podwyższenia Krzyża Świętego została utworzona 25 grudnia 1993 roku. Obejmuje: Janowice, część wsi Koźmice Wielkie: przysiółki Podjanowice, Mogiłki, Stocznik (dotychczas w parafiach Wieliczka i Gorzków) oraz część Rzeszotar: przysiółek Szwaby, (dotychczas w parafii Podstolice). Tak utworzona parafia liczyła około 1200 osób. Pierwszym proboszczem parafii został ks. Jan Byrski, obecnie jest nim ks. Jan Mrózek.

## Linki zewnętrzne

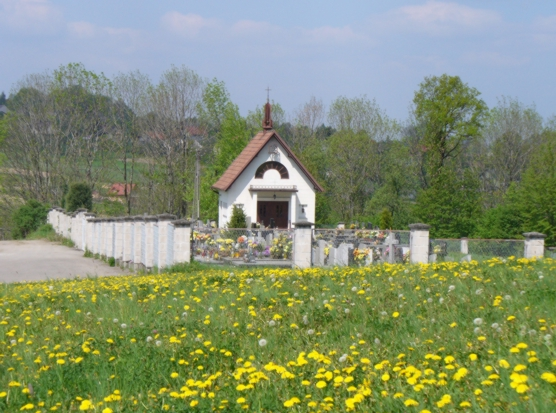
Cmentarz w Janowicach